# Nguyễn Thái Phúc
Nguyễn Thái Phúc (sinh 1955) là đại biểu Quốc hội Việt Nam khóa X. Ông thuộc đoàn đại biểu Ninh Thuận.
Tên thường gọi: Nguyễn Thái Phúc
Ngày sinh: 12/1/1955
Giới tính: Nam
Dân tộc: Kinh
Tôn giáo: Không
Quê quán: Phường Tam Quan, thị xã Hoài Nhơn, Bình Định
Trình độ chuyên môn: Phó Tiến sĩ Luật
Nghề nghiệp, chức vụ: Kiểm sát viên cao cấp Viện kiểm sát nhân dân tối cao, Uỷ viên Uỷ ban Pháp luật của Quốc hội
Nơi làm việc: Viện kiểm sát nhân dân tối cao
Nơi ứng cử: Ninh Thuận
Đại biểu Quốc hội khoá: X
Đại biểu chuyên trách: Không
Đại biểu Hội đồng Nhân dân: Không